# Josef Giesen
Josef Karl Giesen (* 6. Februar 1900 in Düsseldorf; † 17. Juni 1979 in Lohne) war ein deutscher Künstler und Kunsthistoriker.
Giesen war Sohn des Oberstudiendirektors Karl Giesen (Siegburg, Köln) und studierte in Bonn. Er promovierte 1929 dort in Kunstgeschichte. Zuerst war er Professor an der Pädagogischen Akademie Bonn, dann von 1936 bis 1939 an der Hochschule für Lehrerbildung Trier und seit 1941 an der Lehrerbildungsanstalt Trier, zuletzt als komm. Leiter. Er diente im Volkssturm und geriet 1945/46 in französische Kriegsgefangenschaft. Danach lebte er in Bad Godesberg als freier Maler und Grafiker, bis er im April 1948 als Dozent an die Pädagogische Hochschule Vechta berufen wurde. Zeitweilig leitete er diese kommissarisch oder als Stellvertreter. Von 1957 bis 1968 war er Professor für Kunst und Kunsterziehung in Vechta. 1933 unterzeichnete er das Bekenntnis der Professoren an den deutschen Universitäten und Hochschulen zu Adolf Hitler. Er wirkte neben der Lehre auch als Maler und stellte im Oldenburger Münsterland aus. In der Zeitschrift Die Kunst und das schöne Heim gehörte er zu den regelmäßigen Autoren.

## Schriften
- Dürers Proportionsstudien im Rahmen der allgemeinen Proportionsentwicklung, Bonn 1930
- Maurice Utrillo, München 1954
- Europäische Kinderbilder. Die soziale Stellung des Kindes im Wandel der Zeit, Thiemig, München 1966
- Schul- und Unterrichtsszenen in der Kunst bis 1700, in: Die Kunst und das schöne Heim, 65. 1966/67, S. 251–255
- Das Landesmuseum Oldenburg im ehemaligen Oldenburger Grossherzoglichen Schloss. I: Kunst und das schöne Heim, 91. 1979, S. 379–385